# Битва при Ла-Корунье
Битва при Ла-Корунье (или Корунье), также известная как Битва при Эльвинья, состоялась 16 января 1809 года, когда французский корпус под командованием маршала империи Никола Жана де Дьё Сульта атаковал британскую армию под командованием генерал-лейтенанта сэра Джона Мура. Битва произошла во время Пиренейской войны, которая была частью Наполеоновских войн. Она стала результатом французской кампании во главе с Наполеоном, который победил испанские армии и вынудил британскую армию отступить к побережью после неудачной попытки Мура атаковать корпус Сульта и отвлечь французов.
Англичане, преследуемые французами под командованием Сульта, отступали через северную Испанию, в то время как их арьергард неоднократно отбивал французские атаки. Обе армии сильно пострадали от суровых зимних условий, а бо́льшая часть британской армии, за исключением элитной Лёгкой бригады Роберта Кроуфурда, ещё и от отсутствия дисциплины во время отступления. Когда британцы в конце концов достигли порта Ла-Корунья на северном побережье Галисии в Испании, на несколько дней опередив французов, они обнаружили, что их транспортные корабли не прибыли. Ждать их пришлось ещё пару дней, и англичане как раз осуществляли посадку, когда французские войска начали атаку. Они заставили британцев вступить в ещё одну битву, прежде чем те смогли отправиться в Англию.
Британцы отражали атаки французов до наступления темноты, когда армии разошлись. Ночью британцы возобновили посадку на транспорты; последние корабли отчалили утром под французским орудийным огнём. Но портовые города Ла-Корунья и Ферроль, а также северная Испания были захвачены и оккупированы французами. Во время битвы сэр Джон Мур, британский командующий, был смертельно ранен; умирая, он успел узнать, что его люди успешно отразили атаки французов.

## Предыстория
В начале октября 1808 года, после скандала в Британии из-за Синтрской конвенции и отзыва генералов Далримпла, Бьюрарда и Уэлсли, сэр Джон Мур принял командование британскими войсками из 30 тыс. человек в Португалии. Кроме того, экспедиционный корпус сэра Дэвида Бэйрда, высланный для подкрепления из Фалмута, состоявший из 150 транспортов с 12-13 тыс. человек на борту и в сопровождении кораблей HMS Louie, HMS Amelia и HMS Champion, вошёл в гавань Ла-Коруньи 13 октября. К ноябрю 1808 года британская армия во главе с Муром продвинулась в Испанию с приказом помочь испанским армиям в их борьбе против вторжения сил Наполеона.
После капитуляции французского армейского корпуса в Байлене и потери Португалии Наполеон был убеждён в опасности, с которой он столкнулся в Испании. Император отметил, что глубоко обеспокоен новостями о Синтре:
Я вижу, все потеряли голову после печально известной капитуляции Байлена. Полагаю, я должен отправиться туда сам, чтобы заставить эту машину снова работать.
Французы, так и не сумевшие к июню покорить Испанию, стояли спиной к Пиренеям, держась за Наварру и Каталонию. Они не знали, удастся ли сохранить эти две опорные точки после атак испанской армии. К октябрю численность французов в Испании, включая гарнизоны, составляла около 75 тыс. солдат. Им противостояли 86 тыс. испанских войск, и ещё 35 тыс. британских союзников Испании были в пути.
Однако никакой атаки так и не последовало. Испанская социальная структура, потрясённая восстанием, не выдержала социальной и политической напряжённости; патриоты были разделены по каждому вопросу, и их военные усилия сильно из-за этого страдали. С падением монархии конституционная власть перешла к местным хунтам. Эти институты мешали армии вести войну, подрывали формирование центрального правительства в Мадриде, а в некоторых случаях оказывались почти так же опасными друг для друга, как и для французов. Британская армия в Португалии, тем временем, сама была обездвижена проблемами материально-технического обеспечения, увязла в административных спорах и не двигалась с места.
Текли месяцы полного бездействия, революция «временно парализовала патриотическую Испанию в тот самый момент, когда решительные действия могли изменить весь ход войны». В то время как союзники медленно продвигались вперед, из всех пределов Французской империи были собраны и приведены в Испанию 100 тыс. ветеранов Великой армии, возглавляемых лично Наполеоном и его маршалами. Стоя во главе «Armée d’Espagne» в 278 670 человек, выстроенных на Эбро против 80 тысяч плохо обученных, дезорганизованных испанских солдат, император объявил испанским депутатам:
Я здесь с солдатами, которые воевали в Аустерлице, в Йене и в Эйлау. Кто может противостоять им? Уж точно не ваши жалкие испанские войска, которые не умеют воевать. Через два месяца я завоюю Испанию и приобрету права завоевателя.
Начиная с октября 1808 года Наполеон провёл блестящее наступление, включавшее захват испанских позиций в клещи. Оно началось в ноябре и было описано как «лавина огня и стали».
Какое-то время британская армия была опасно рассеяна по большой площади — недавно прибывший контингент Бэйрда был в Асторге на севере, Мур в Саламанке, а Хоуп в 110 км к востоку от Мадрида со всей конницей и артиллерией Мура. Основная армия под командованием Мура продвинулась в Саламанку, и 3 декабря к ней присоединился отряд Хоупа, когда Мур получил известие о том, что испанские войска потерпели несколько поражений. Он считал, что во избежание катастрофы следует отступить обратно в Португалию.
Перед отступлением Мур получил сведения о разбросанной и изолированной позиции войска Сульта в 16 тыс. человек в Каррионе и о том, что французы не знают о местоположении британской армии. 15 декабря он воспользовался этой возможностью для наступления на французов под Мадридом в надежде победить Сульта и, возможно, отвлечь силы Наполеона. После соединения с Бэйрдом 20 декабря, которое увеличило войско Мура до 23 500 пехотинцев, 2400 кавалеристов и 60 орудий, он начал свою атаку успешным рейдом кавалерии генерал-лейтенанта Пэджета на французские аванпосты в Саагуне 21 декабря. Тем не менее, Мур не смог преследовать застигнутого врасплох Сульта. Он остановился на два дня и позволил Сульту сгруппировать свои силы.

## Перед битвой

### Отступление в Ла-Корунью
Как только о присутствии Мура стало известно, Наполеон ответил с обычной стремительностью и решительностью. Испанцы потерпели поражение и перестали быть организованной угрозой. Его армия была в основном сосредоточена, в то время как силы противника рассеяны. Обладая инициативой, Наполеон воспользовался шансом уничтожить единственную полевую армию Британии. Когда Мур осознал, что ему грозит серьёзная опасность оказаться в ловушке, он отменил наступление и начал отступать. Во время этого эпического перехода на 400 км и погони французов британская кавалерия и пехота Лёгкой бригады прикрывали движение армии Мура. Они втягивали французов в небольшие арьергардные столкновения, включая разгром французской кавалерии и захват генерала Шарля Лефевр-Денуэтта в Бенавенте возле гор Галисии, а также в Какабелосе, где генерал Кольбер-Шабане был убит британским стрелком.
Отступление англичан, сопровождаемое французским преследованием, заставило их идти через гористую местность в ужасных условиях, в снег и холод. В Асторге к Муру присоединился генерал Педро Романа, возглавлявший остатки испанских войск Блейка, который предложил ему остановиться и дать бой. Однако, зная о приближении Наполеона, Мур отказался и продолжил свое отступление на север, в то время как Романа пошёл на запад в направлении Португалии. Во время перехода между Асторгой и Бетансосом британская армия потеряла 3 тыс. человек, ещё 500 человек остались в больницах в Асторге и Виллафранке.
Когда стало ясно, что ему не удастся принудить Мура к битве, Наполеон оставил преследование англичан корпусу Сульта при поддержке маршала Нея и увёл основную часть армии, около 45 тыс. человек, обратно в Мадрид. Наполеон решил покинуть Испанию, чтобы заняться другими насущными вопросами: австрийцы собирались объявить войну Франции и вскоре вторглись в Италию и Баварию.
Несколько раз дисциплина у британцев полностью распадалась. 28 декабря британские войска разграбили Бенавенте, а 2 января в Бембибре сотни британских солдат настолько охмелели от вина (причём не в первый и не в последний раз), что их пришлось бросить, и они были либо захвачены в плен, либо убиты преследующими французскими драгунами. Имел место случай, когда лишь преследование французов не позволило Пэджету, командующему британским арьергардом, успеть повесить трёх британских солдат за разграбление испанского города. Французский кавалерийский генерал Кольбер-Шабане был убит во время погони в деревне Какабелос выстрелом из ружья, сделанного Томасом Планкетом из 95-го пехотного полка. Потери обеих сторон были примерно одинаковыми.
6 января Мур остановился перед старым римским городом Луго и предложил бой, но силы Сульта были слишком растянуты. В течение двух дней он собирал свои войска и попытался заставить Нея направить ему дивизию из Вилла-Франка-дель-Бьерсо, но Ней послал совсем немного войск. К 8-му Сульт был готов к бою, но Мур, опасаясь того, что Ней обойдёт его с флангов, ускользнул той ночью, пристрелив 500 захромавших лошадей и уничтожив артиллерийские боеприпасы и излишки продовольствия. Понимая, что теперь он не может добраться до Виго, и опасаясь полного распада армии, он приказал прислать транспортные корабли в залив Бетансос между Ла-Коруньей и Ферролем, и направился к Ла-Корунье.
Ливни с грозой и полный беспорядок привели к тому, что британская армия начала распадаться. Около 500 британцев были захвачены преследующими их французскими драгунами, причём ещё сотни отставших были захвачены кавалерией Франчески 10-го и ещё несколько сотен 11-го. Между Луго и Бетансосом британцы потеряли больше людей, чем за всё предыдущее отступление. В конце концов, 11 января основная часть британцев достигла порта Ла-Корунья на северо-западе Испании, где они надеялись найти флот, который отвез бы их обратно в Англию. Они обнаружили, что залив Бетансос пуст, а в Ла-Корунье были только 26 транспортных и два военных корабля. Остальные 217 кораблей были задержаны встречными ветрами, прибыли в Виго только 8-го, и не отправлялись в Ла-Корунью до 13-го.
Французы также страдали от сильной усталости и лишений во время преследования, учитывая, что им пришлось идти по земле, по которой уже прошли англичане. Британский арьергард сдерживал преследование французов, позволяя остальной части британской армии продолжать отступление, однако французская кавалерия постоянно давила на них и препятствовала эффективной разведке британской кавалерии. Пехота Сульта также была сильно растянута, и большинство солдат шли далеко позади кавалерии, в которую входили дивизии Армана Лебрена де Ля Уссе, Жана Тома Гийома Лоржа и Жан-Батиста Франчески-Делонна. Три пехотные дивизии Сульта под командованием Пьера Юга Виктуара Мерля, Жюльена Огюстена Жозефа Мерме и Анри-Франсуа Делаборда и его артиллерия прибывали в Ла-Корунью по частям в течение следующих нескольких дней.

### Прибытие армий перед битвой
Британская армия прибыла в Ла-Корунью 11 января и обнаружила там только линейные корабли и небольшое количество транспортных и госпитальных судов, на которые были отправлены многочисленные раненые. Было также большое количество крайне необходимых боеприпасов и снаряжения: войскам были выданы 5000 новых мушкетов, огромное количество патронташей, множество испанских артиллерийских орудий, а также продукты питания, обувь и прочее.
Французская армия начала прибывать на следующий день, постепенно наращивая силы. Артиллерия Сульта прибыла 14 января. Долгожданные транспортные корабли также прибыли 14-го, и в тот вечер англичане эвакуировали своих больных, часть лошадей и бо́льшую часть оставшихся полевых орудий, кавалеристов и артиллеристов. Британцы не собирались удерживать Ла-Корунью как будущую базу с её обширными запасами и поддержкой со стороны моря. Затем британцы уничтожили часть огромного количества военных складов, первоначально предназначенных для испанцев: почти 12 тыс. бочек пороха, 300 тыс. патронов в двух арсеналах за городом, 50 крепостных орудий и 20 мортир.
Британцы погрузили на корабли почти все свои пушки вместе с артиллеристами, и, поскольку местность была непригодна для кавалерии, всех кавалеристов и немного здоровых лошадей; около 2 тыс. лошадей были убиты. Мур теперь имел численное преимущество в пехоте (15 тыс. солдат против 12 тыс. у противника). Из-за разбитых и раскисших от дождя дорог и мощных крепостных стен кавалерия Сульта была бы малопригодна. Британцы были перевооружены, хорошо отдохнули и отъелись, в отличие от подходящих французов.
Мур развернул свою армию для прикрытия эвакуации, разместив основную её часть на хребте по дороге к Ла-Корунье, в двух с половиной километрах к югу от гавани. Южнее была более сильная позиция, но британский командующий считал, что ему не хватает численности войска, чтобы защитить её должным образом, и ему пришлось довольствоваться размещением там форпостов, чтобы замедлить наступление французов. Левый фланг был прикрыт рекой Меро, а правый фланг и центр хребта можно было успешно оборонять. Западный нижний конец этого хребта был более уязвим и простреливался орудиями со скалистых высот напротив; дальше на запад до самой Ла-Коруньи шла открытая местность. Мур оставил две дивизии в резерве немного севернее и западнее, чтобы охранять правый фланг и предотвратить его обход противником.
15 января французские войска оттеснили британские форпосты с высот и постепенно заняли там позиции. Контратака британского 5-го пехотного полка была отбита с большими потерями. Сульт разместил 11 тяжёлых орудий на скалистом выступе, откуда они могли обстреливать британский правый фланг. Задача была очень трудной; орудия устанавливались ночью. Подразделение Делаборда было размещено справа, Мерл в центре, а Мерме — слева. Лёгкие полевые орудия французов были распределены по их шеренге, однако разбитые и затопленные дороги, а также стены позволяли им осуществлять поддержку только с большой дистанции. Французская кавалерия была развернута к востоку. У англичан дивизия Бэйрда выстроилась справа, а дивизия Хоупа слева; каждая из них отодвинула назад одну бригаду en potence (в виде буквы «Г»); резерв под командованием Пэджета находился в деревне Эйрис.

## Битва
К утру 16 января французы завладели высотами, и все утро обе армии наблюдали друг за другом через долину между ними. Мур планировал продолжить посадку позже в тот же день, если Сульт не нападёт. К полудню Мур посчитал нападение маловероятным и приказал первым дивизиям отправиться в порт; остальная часть армии должна была последовать за ними в сумерках, но вскоре после этого в 14:00 он узнал, что французы пошли в атаку.
План Сульта состоял в том, чтобы атаковать сильно расположенную британскую пехоту слева и в центре, чтобы сдерживать её, в то время как пехотная дивизия Мерме напала бы на более уязвимые позиции британцев выше деревни Эльвинья. Кавалерия была развернута дальше на запад возле открытой местности, ведущей к Ла-Корунье. Если бы атака была успешной, Сульт смог бы охватить западный конец британской линии и отрезать основную часть армии от Ла-Коруньи.
Пехота Мерме быстро наступала и вскоре оттеснила британские аванпосты, прошла Эльвинью и атаковала высоты за ней. Первая французская колонна разделилась на две части, с бригадами Гольуа и Жардона, которые атаковали Бэйрда с фронта и с фланга, а третья французская бригада наступала по долине на правый фланг британцев в попытке опрокинуть его с помощью драгунов Ля Уссе, с трудом преодолевающими разбитую землю и стены в попытках прикрыть французское наступление слева.
В Эльвинье и её окрестностях произошли ожесточенные бои; деревня несколько раз переходила из рук в руки, и англичане особенно сильно пострадали от огня тяжелой артиллерии с находящихся напротив высот. Когда французы прорвались через Эльвинью и поднялись на холм позади неё, Мур послал 50-й и 42-й пехотные полки, чтобы остановить французскую пехоту, в то время как 4-й пехотный полк удерживал правый фланг. Земля вокруг деревни была испещрена многочисленными каменными стенами и глубокими дорогами. Мур оставался там для руководства сражением, приказав 4-му полку обстреливать с фланга вторую французскую колонну, которая пыталась совершить охват, и вызвал резерв Пэджета. Британцы продвинулись за пределы деревни, но некоторое замешательство в их войсках позволило резерву Мерме въехать в Эльвинью, проехать через неё и снова преследовать 50-й и 42-й полки по склону. Мур призвал свой дивизионный резерв, около 800 человек из двух гвардейских батальонов, и вместе с 42-м полком они остановили продвижение французов.
Британский командир едва успел сплотить 42-й полк, отступивший от Эльвиньи, и приказал гвардейцам наступать на деревню, как был сражён пушечным ядром. Ядро ударило его «по левому плечу, оторвав его с частью ключицы и оставив руку висящей только на плоти и мышцах над подмышкой». Он оставался в сознании и здравом рассудке в течение нескольких часов до самой своей смерти. Второе наступление снова отбросило французов обратно через Эльвинью. Теперь Мерме бросил в бой свой последний резерв, пока одна из бригад Мерла атаковала восточную сторону деревни. Им противостояло наступление бригады Мэннингема, и между двумя британскими (3/1-й и 2/81-й) и двумя французскими (2-й лёгкий и 36-й линейный из бригады Рено) полками развернулись длительные ожесточённые перестрелки. Бои прекратились лишь в конце дня, когда французы наконец отступили.
Некоторое время британцы оставались без руководства, пока генерал Джон Хоуп не принял на себя командование, поскольку Бэйрд также был серьёзно ранен. Это затрудняло попытки контратаки в важнейшем секторе Эльвиньи, но боевые действия продолжались.
Западнее французская кавалерия выдвинулась вперёд для фланговой атаки, но она была затруднена сильно пересечённой местностью. Ля Уссе спешил некоторых из своих драгунов, которые теперь сражались как стрелки, но в конечном итоге они были отброшены наступлением 95-го стрелкового и 28-го и 91-го пехотного полков британского резерва. Кавалерия Франчески попыталась обогнуть англичан с крайнего правого фланга, чтобы отрезать их у ворот Ла-Коруньи, но их действия затрудняли местность и дивизия Фрейзера, расположенная на хребте Санта-Маргарита, который прикрывал перешеек полуострова и ворота. Когда Ля Уссе отступил, Франчески последовал за ним.
Ночь положила конец боевым действиям. Атаки французов были отражены, и обе стороны вернулись на свои первоначальные позиции.

## Итог
Командование британской армией перешло к генералу Хоупу, который решил продолжить эвакуацию, а не пытаться удержать свои позиции или атаковать Сульта. Примерно в 21:00 британцы начали скрытно отступать со своих позиций, оставляя усиленные аванпосты, которые поддерживали сторожевые костры всю ночь.
На рассвете 17 января аванпосты были сняты и, прикрываемые арьергардом, отправились на корабли; к утру большая часть армии была погружена. Когда Сульт понял, что британцы покинули хребет, он разместил шесть орудий на высотах над южным концом залива, и к полудню французы смогли обстреливать отдалённые корабли. Это вызвало панику на некоторых транспортах; четыре из них сели на мель и были сожжены, чтобы предотвратить их захват. Огонь с военных кораблей подавил артиллерию французов.
18 января британский арьергард также эвакуировался, пока испанский гарнизон под командованием генерала Альседо «добросовестно» удерживал цитадель до тех пор, пока флот не вышел в море, после чего сдался. Город Ла-Корунья был взят французами; два испанских полка сдались вместе с 500 лошадьми и значительным количеством военных припасов, включая множество пушек, 20 тыс. мушкетов, сотни тысяч патронов и тонны пороха. Неделю спустя Сульт захватил Ферроль, где был ещё больший арсенал, и крупную испанскую военно-морскую базу напротив через залив; в его руки попали восемь линейных кораблей (три с 112 орудиями, два с 80 орудиями, один с 74 орудиями и два с 64 орудиями), три фрегата и многочисленные корветы, а также большой арсенал с более чем тысячью пушек, 20 тыс. новых мушкетов из Англии и военные склады всех видов.
В результате битвы британцы потеряли около 900 человек убитыми и ранеными, и убили всех своих лошадей — почти 2000 из кавалерии и около 4000 лошадей из артиллерии и обоза. Французы потеряли около 1000 человек убитыми, ранеными и взятыми в плен. Наиболее заметной жертвой был генерал-лейтенант Мур, который перед смертью успел узнать о успехе его армии. Сэр Дэвид Бэйрд, заместитель Мура, был серьёзно ранен в самом начале и был вынужден покинуть поле боя. Кроме того, два из трёх бригадиров Мерме также пострадали: Гольуа был убит, а Лефевр сильно ранен. Все они сражались на правом фланге британцев.
На утро битвы 4035 британцев были больны, несколько сотен из них были слишком больны для эвакуации, и их пришлось оставить. Ещё два транспорта (приблизительно 300 человек, в основном из КГЛ) были потеряны. К тому времени, как армия вернулась в Англию через четыре дня, были больны около 6 тыс. человек, причём только в Портсмуте и Плимуте больными числились около 5 тыс. человек.
За десять дней французы захватили две крепости, содержащие огромное количество военного снаряжения, которые можно было защищать от французов в течение многих месяцев. Ней и его корпус, усиленный двумя кавалерийскими полками, взяли на себя задачу оккупации Галисии. Сульт смог переснарядить свой корпус, который находился на марше и сражался с 9 ноября. Погрузив полмиллиона патронов и 3 тыс. артиллерийских снарядов на мулов (дороги не подходили для колёсных повозок) и, дождавшись подхода всех отставших частей, 1 февраля начал свой поход на Португалию, имея 19 тыс. пехотинцев, 4 тыс. кавалеристов и 58 орудий.

## Анализ
Британская армия была отправлена в Испанию, чтобы помочь изгнать французов, но была вынуждена совершить унизительное отступление в ужасных зимних условиях, которые превратили её в неорганизованную толпу. В своём авторитетнейшем отчёте о битве английский историк Кристофер Хибберт заявляет:
Можно долго говорить о смелости и выносливости войск, но какую пользу могли принести эти добродетели в сражении против гения Наполеона? 32 тысяч человек перешли испанскую границу, чтобы сражаться против него; 8 тысяч не вернулись. Мы были недостойны нашего великого прошлого.
Британцы того времени также считали Ла-Корунью поражением: согласно «Таймс», «нельзя скрывать тот факт… что мы потерпели позорную катастрофу».
Историк Чарльз Оман утверждает, что атака маршала Сульта в Ла-Корунье предоставила Муру и его солдатам возможность спасти свою честь и достоинство в оборонительном сражении, благодаря которому армия была спасена, хотя и ценой жизни британского генерала. Мур был похоронен в военном плаще в крепостных валах города. Похороны отмечены в известной поэме Чарльза Волфа (1791—1823) «Похороны сэра Джона Мура после Коруньи».
Чарльз Эсдейл в книге «Пиренейская война: новая история» пишет: «В военном отношении решение Мура отступить было, вероятно, достаточно разумным, но в других отношениях это была катастрофа… Не успев появиться вовремя… он затем позволил Мадриду пасть без единого выстрела, и теперь британцы, похоже, совсем отказались от Испании». Кроме того, «даже хуже, чем людские потери, понесённые союзниками, был огромный ущерб, нанесенный англо-испанским отношениям… Де ла Романа… открыто обвинял Мура в предательстве и недобросовестности». И, наконец, «… оккупация (французами) самого густонаселенного региона во всей Испании».
Чендлер заявляет, что британская армия была «…вынуждена отступить и эвакуироваться морем». Также: «Мадрид и северная половина Испании оказались под оккупацией французских войск». Фримонт-Барнс в «Наполеоновских войнах: Пиренейская война 1807—1814 гг.» пишет, что тогдашний министр иностранных дел Великобритании Каннинг: «…в частном порядке осуждал неудачную кампанию Мура во все более сильных выражениях», в то время как на публике он «…в великой британской традиции характеризовать поражение как победу настаивал на том, что, хотя армия Мура была вытеснена из Испании, его триумф в битве при Ла-Корунье увенчал наши головы „свежими лаврами“».
У. Х. Фитчетт в книге «Как Англия спасла Европу» предлагает более снисходительное мнение: «…в оправдание стратегии Мура можно сказать, что он затянул столь грозные враждебные силы в этот холмистый угол Испании, тем самым удерживая от их стремительного движения на юг». Нейпир также размышляет: «Второй бросок, который он [Наполеон] готовился сделать, когда марш сэра Джона Мура отвлек его внимание с юга, несомненно, поставил бы его во владение оставшимися великими городами полуострова».
Тем не менее, в Англии реакция на новости о битве при Ла-Корунье и об успешной эвакуации армии вызвала бурную критику по поводу того, как Мур вёл кампанию, в то время как в Ла-Корунье его противник маршал Сульт позаботился о могиле Мура и заказал воздвижение памятника в его честь.

### Комментарии
1. ↑  Сарразин (бывший французский военачальник) пишет: «Что бы там ни утверждал Бонапарт, Сульт был отбит при Ла-Корунье, и англичане одержали оборонительную победу, хотя и купленную потерей своего храброго генерала Мура, который отличался как личными достоинствами, так и военными талантами» (Sarrazin 1815, С. 358–359).
Хьюго пишет: «Собрав, тем не менее, войска в Ла-Корунье, он [Мур] смог доблестно отбить атаки французов и умер на поле боя». (Hugo, 1838, p. 110)
2. ↑  Джон Лоуренс Тоун поставил под сомнение эту оценку испанских хунт на том основании, что она слишком полагается на отчеты британских офицеров и правящей элиты; эти источники явно несправедливы к революционерам, «которых они презирали за то, что они были якобинцами, католиками и испанцами, не обязательно в таком порядке». (Tone 2004, С. 110).
3. ↑  Нил показывает, что и письмо Бертье от 10 декабря 1808 года, и депеша Мура от 28 декабря свидетельствуют, что обе стороны знали о том, что союзники были разбиты и британцы собирались отступить. Бертье пишет: "...всё склоняет нас к мысли, что они [англичане] находятся в поспешном отступлении..." (Neale 1809, Appendix—XXXV p. 100), а Мур пишет, что: «Я не мог терять ни минуты, обеспечивая себе отступление» (Neale 1809, Appendix—XXXVI p. 102).
4. ↑  Оман пишет: «...доводы в пользу попытки защиты Галиции были более весомыми, чем это было позволено.(см. аргументы, приведенные в  Oman, 1902, pp. 554–555)».[30]
5. ↑  Оман критикует Альседо за то, что тот не стал более сражаться за город, который сами британцы только что бросили на произвол судьбы (Oman 1902, С. 596). Нейпир критикует его в аналогичном ключе.[84]